# くじゃく座・インディアン座超銀河団
くじゃく座・インディアン座超銀河団（英: Pavo-Indus Supercluster）は、くじゃく座とインディアン座の方角に地球から約2億3,500万光年離れた位置にある超銀河団。 差し渡しは約7億光年である。この超銀河団はより大きな構造のラニアケア超銀河団に属する。
Abell 3656、Abell 3698、Abell 3742という3つのエイベル・カタログに掲載されている銀河団やNGC 6753、NGC 6769、NGC7172などの銀河が含まれる。